# Гарко, Джанни
Джанни Гарко (итал. Gianni Garko; род. 15 июля 1935, Задар, провинция Зара, Королевство Италия) — итальянский актёр кино и телевидения. Известен по роли ганфайтера и карточного игрока с Дикого Запада по имени Сартана в серии спагетти-вестернов, в которых снимался под псевдонимом Джон Гарко (англ. John Garko).

## Биография
Джованни Гаркович родился 15 июля 1935 года Задаре, в Далмации (ныне часть Хорватии). В 1948 году вместе с семьёй переехал в Триест, чтобы поступить в актёрскую школу Piccolo Teatro di Trieste. Впоследствии отправился в Рим, где учился в Национальную академию драматического искусства.
Дебютировал в 1958 году. Одной из первых его значимых ролей было появление в роли Карла, надзирателя в немецком концлагере, в номинированном на Оскар фильме «Капо» (1960) режиссёра Джилло Понтекорво.
С 1973 по 1986 был женат на чешской актрисе Зузанне Мартинковой.

## Фильмография
| Художественные фильмы | Художественные фильмы            | Художественные фильмы                | Художественные фильмы       | Художественные фильмы        |
| Год                   | Русское название                 | Оригинальное название                | Роль                        | Режиссёр                     |
| --------------------- | -------------------------------- | ------------------------------------ | --------------------------- | ---------------------------- |
| 1960                  | Капо                             | Kapò                                 | Карл, немецкий солдат       | Джилло Понтекорво            |
| 1961                  | Монголы                          | I mongoli                            | Генрих де Валуа             | Андре де Тот, Риккардо Фреда |
| 1962                  | Легенда об Энее                  | La leggenda di Enea                  | Турн, царь рутулов          | Джорджо Вентурини            |
| 1965                  | Дон Камилло в России             | Il compagno Don Camillo              | Скамоджи, журналист из Рима | Луиджи Коменчини             |
| 1966                  | Человек наполовину               | Un uomo a meta                       | брат Мишеля                 | Витторио Де Сета             |
| 1967                  | 10 000 кровавых долларов         | 10.000 dollari per un massacro       | Джанго                      | Ромоло Гуэррьери             |
| 1968                  | Подлецы не молят о пощаде        | I vigliacchi non pregano             | сержант Брайан Кларк        | Марио Сичильяно              |
| 1969                  | Я Сартана, ваш ангел смерти      | Sono Sartana, il vostro becchino     | Сартана                     | Джулиано Карнимео            |
| 1969                  | Пятеро в аду                     | 5 per l'inferno                      | лейтенант Гленн Хоффманн    | Джанфранко Паролини          |
| 1970                  | Ватерлоо                         | Waterloo                             | генерал Антуан Друо         | Сергей Бондарчук             |
| 1970                  | Полицейский                      | Un condé                             | Дэн Ровер                   | Ив Буассе                    |
| 1971                  | Холодные глаза страха            | Gli occhi freddi della paura         | Питер Баделл                | Энцо Дж. Кастеллари          |
| 1972                  | Ночь дьяволов                    | La notte dei diavoli                 | Никола                      | Джорджо Феррони              |
| 1977                  | Семь нот в темноте               | Sette Notte In Nero                  | Франческо Дуччи             | Лучо Фульчи                  |
| 1979                  | Звёздная Одиссея                 | Sette uomini d'oro nello spazio      | Дирк Ларами                 | Альфонсо Брешия              |
| 1983                  | Геркулес                         | Hercules                             | Валхеус, капитан стражи     | Луиджи Коцци                 |
| 1984                  | Акула-монстр                     | Shark: Rosso nell'oceano             | шериф Гордон                | Ламберто Бава                |
| 1990                  | Именем суверенного народа        | In nome del popolo sovrano           | Никола-Шарль Виктор Удино   | Луиджи Маньи                 |
| 1992                  | Головоломка из тел               | Body Puzzle                          | шеф полиции                 | Ламберто Бава                |
| 2000                  | Башня перворождённого (ТВ-фильм) | I guardiani del cielo                | предводитель войска         | Альберто Негрин              |
| Телевизионные сериалы |                                  |                                      |                             |                              |
| Год                   | Русское название                 | Оригинальное название                | Роль                        | Примечание                   |
| 1966                  | Расследования комиссара Мегрэ    | Le inchieste del commissario Maigret | Роже Кушер                  | 2 сезон, 2 серия             |
| 1975                  | Космос: 1999                     | Space: 1999                          | Тони Челлини                | 1 сезон, 8 серия             |
| 1992                  | Эдера                            | L'Edera                              | Франц Де Марки              | 1 сезон: в 22 эпизодах       |